# غرابوفو (بينزا)
غرابوفو (بالروسية: Грабово) هي مدينة في مقاطعة بانزا أوبلاست في روسيا.
يبلغ عدد سكانها حوالي 7076 نسمة.